# انسان‌گرایی و آرمان‌هایش

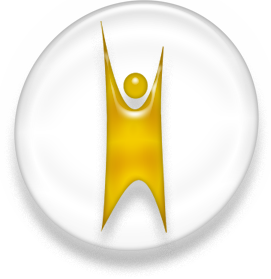
از دیو و دد ملولم و انسانم آرزوست

انسان‌گرایی و آرمان‌هایش (به انگلیسی: Humanism and Its Aspirations) با زیرعنوان مانیفست انسان‌گرای شماره ۳، جانشین مانیفست انسان‌گرا (۱۹۳۳) و مانیفست انسان‌گرا ۲ (۱۹۷۳) آخرین مانیفست انسان‌گرا است که در سال ۲۰۰۳ توسط انجمن انسان‌گرای آمریکایی (AHA) منتشر شده‌است. مانیفست جدید کوتاه‌تر است و شش عقیدهٔ پایه‌ای دارد:
- دانش دربارهٔ جهان از طریق مشاهده، آزمایش و تحلیل منطقی قابل دستیابی است. (تجربه‌گرایی را ببینید)
- انسان‌ها بخش جدایی‌ناپذیر از طبیعت هستند، و حاصل تغییرات تکاملی بدون هدایت‌اند.
- ارزش‌های اخلاقی از نیاز و علاقهٔ انسان، همان‌طور که مورد آزمون قرارگرفته، حاصل می‌شوند. (طبیعت‌گرایی اخلاقی را ببینید)
- زندگی کامل از طریق مشارکت فرد و خدمت به آرمان‌های انسانی حاصل می‌شود.
- انسان‌ها موجوداتی اجتماعی هستند و معنی و مفهوم زندگی را در روابط باهم می‌یابند.
- کار به منظور بیشینه‌سازی شادی جامعه، خوشحالی فردی به بار می‌آورد.

## امضاکنندگان
افراد زیر برخی از امضاکنندگان قابل توجه مانیفست هستند:

### امضاکنندگان برجسته
- لستر براون (بنیان‌گذار و رئیس بنیاد خط مشی زمین)
- ریچارد داوکینز (استاد چارلز سیمونی دانشگاه آکسفورد)
- مارگارت داونی (رئیس جامعه اندیشه آزاد فیلیادلفیا)
- آلبرت الیس (بنیان‌گذار بنیاد آلبرت الیس)
- آنتونی فلو (فیلسوف)
- جیمز رندی (بنیان‌گذار بنیاد آموزشی جیمز رندی)
- مایکل شرمر (ویراستار مجله اسکپتیک)
- الیور استون (فیلم‌ساز برنده اسکار)
- کورت وانگات (رمان‌نویس)
- ادوارد ویلسون (استاد دانشگاه هارواد، برنده پولیتزر)

### امضاکنندگان برندهجایزه نوبل
این ۲۱ نفر از برندگان جایزه نوبل این مانیفست را امضا کردند:
- فیلیپ وارن اندرسن (فیزیک، ۱۹۷۷)
- پل بویر (شیمی، ۱۹۹۷)
- اوون چمبرلین (فیزیک، ۱۹۵۹)
- فرانسیس کریک (پزشکی، ۱۹۶۲)
- پاول کروتزن (شیمی، ۱۹۹۵)
- پیر-ژیل دوژن (فیزیک، ۱۹۹۱)
- یوهان دشنهافر (شیمی، ۱۹۸۸)
- جروم ایزاک فریدمان (فیزیک، ۱۹۹۰)
- شلدون لی گلاشو (فیزیک، ۱۹۷۹)
- هربرت هاپتمن (شیمی، ۱۹۸۵)
- دادلی هرشباخ (شیمی، ۱۹۸۶)
- هارولد کروتو (شیمی، ۱۹۹۶)
- یوان لی (شیمی، ۱۹۸۶)
- ماریو مولینا (شیمی، ۱۹۹۵)
- ایلیا پریگوژین (شیمی، ۱۹۷۷)
- ریچارد رابرتس (پزشکی، ۱۹۹۳)
- هنری تاب (شیمی، ۱۹۸۳)
- جیمز واتسون (پزشکی، ۱۹۶۲)

### رئیس‌های پیشینانجمن انسان‌گرای آمریکایی
- کورت وانگات
- آیزاک آسیموف